# Chiesa di Santa Maria in Valtenesi

La chiesa con la torre campanaria antistante

La chiesa di Santa Maria in Valtenesi è un edificio di culto cattolico  situato a Pieve Vecchia, frazione di Manerba del Garda, in provincia di Brescia e diocesi di Verona.

## Storia
L'origine della chiesa è molto antica collocabile fra il VI e VII secolo.
Il primo documento che dimostra l'esistenza della pieve di S. Maria in Valtenesi è una bolla, conosciuta come Piae postulatio voluntatis, del papa Eugenio III nel 1145 ("plebem de Tenesi cum capellis et decimis").
.
Tra il XIII e XIV secolo la chiesa fu ampliata. Gli affreschi all'interno sono attribuibili al periodo dal XII al XV secolo. Nel 1750 la sede parrocchiale fu trasferita dalla chiesa di Santa Maria Valtenesi alla nuova chiesa di Santa Maria Assunta di Solarolo. La chiesa di Santa Maria Valtenesi fu dedicata anche a San Rocco dopo il trasferimento della parrocchia. Negli anni ottanta l'università di Cracovia e la ditta Techno di Botticino eseguirono importanti restauri alla chiesa.

## Architettura
La chiesa ha una forma basilicale a tre navate divise da due file di tre pilastri con rispettive absidi semicircolari. La torre campanaria è distaccata dalla chiesa ed antistante la facciata principale orientata ad occidente. La navata centrale è coperta da una volta a botte, le navate laterali da volte a crociera.

## Dipinti e opere conservate

### Navata centrale
Nel coro si osservano frammenti di affreschi raffiguranti a sinistra un leone con libro simbolo dell'evangelista Marco e a destra un frammento di affresco in stile giottesco rappresentante due donne e due uomini santi. Nella volta dell'abside centrale si osserva un frammento di affresco con Cristo Pantocratore nella caratteristica struttura a mandorla bizantino/romanica e due angeli. Sull'arco dell'abside centrale si osserva una figura di angelo, frammento di affresco raffigurante l'Annunciazione di Maria.
Sul pilastro sinistro della volta dell'abside è presente un affresco raffigurante un santo.
Sul terzo arco destro della navata principale si osserva un frammento di affresco con alcuni soldati ed una moltitudine di frecce e la presenza di due teste di santi: Sant'Orsola con la corona ed il vessillo crociato e papa Ciriaco con la mitra. Secondo studi eseguiti nel 1987 potrebbe risalire al XII secolo e rappresenta il martirio di Sant'Orsola. 
A destra sul secondo arco destro della navata principale è rimasto isolato un altro frammento di affresco rappresentante la Madonna e Gesù Bambino benedicente.

### Navata sinistra
Alla base del pilastro sinistro che divide l'abside centrale con l'abside sinistra si osserva un affresco raffigurante la Madonna.
Nell'abside a Nord è situato un altare rinascimentale dedicato a Santo Stefano.

### Navata destra
Sull'arco dell'abside destra, meridionale, sono presenti frammenti di affresco con l'Annunciazione e il Giudizio universale. Sul pilastro destro dell'abside destra anteriormente in buono stato di conservazione è presente un affresco di San Cristoforo, sul lato interno del pilastro Santa Caterina d'Alessandria con la ruota. Sul pilastro sinistro dell'abside destra anteriormente e sui lati interni vi sono ritratti altre due sante non identificabili.
Sul lato destro della navata meridionale si osserva un affresco datato 1493 a trittico, raffigurante la Madonna con Bambino fra i santi Sivino e Rocco ed altri due santi che sovrastano uno specchio d'acqua con un'imbarcazione con vela e due naufraghi preganti.

### Controfacciata
La controfacciata a destra del portale presenta un affresco di Santa con capelli lunghi biondi raccolti dietro la schiena (Maddalena?) che sorregge un corpo di Santo (Cristo?). Secondo alcuni una santa regge la testa di un decapitato (Giovanni Battista decollato?).

Interno della chiesa con navata centrale.
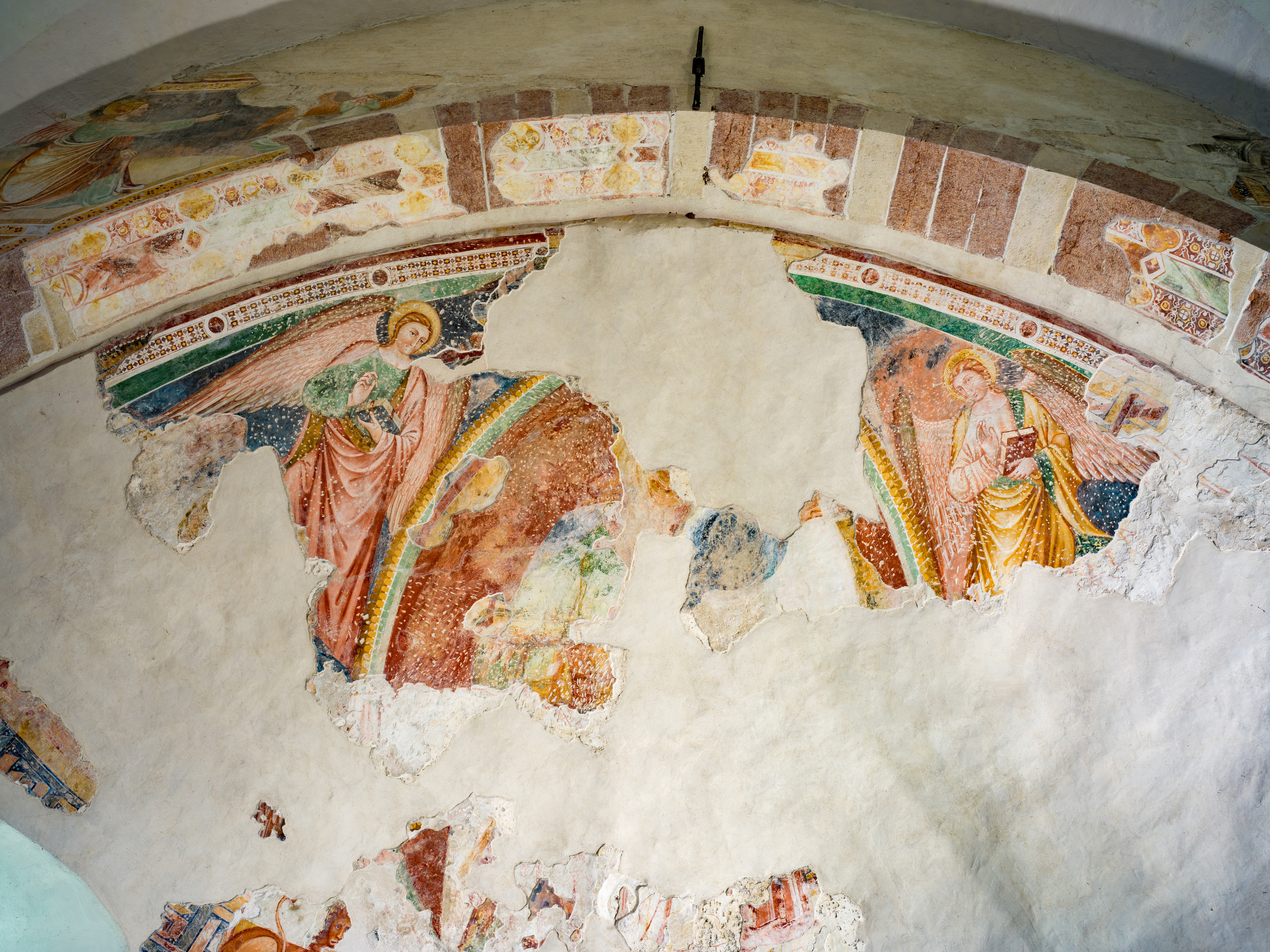
Frammento con il Cristo Pantocratore e angeli abside destra.
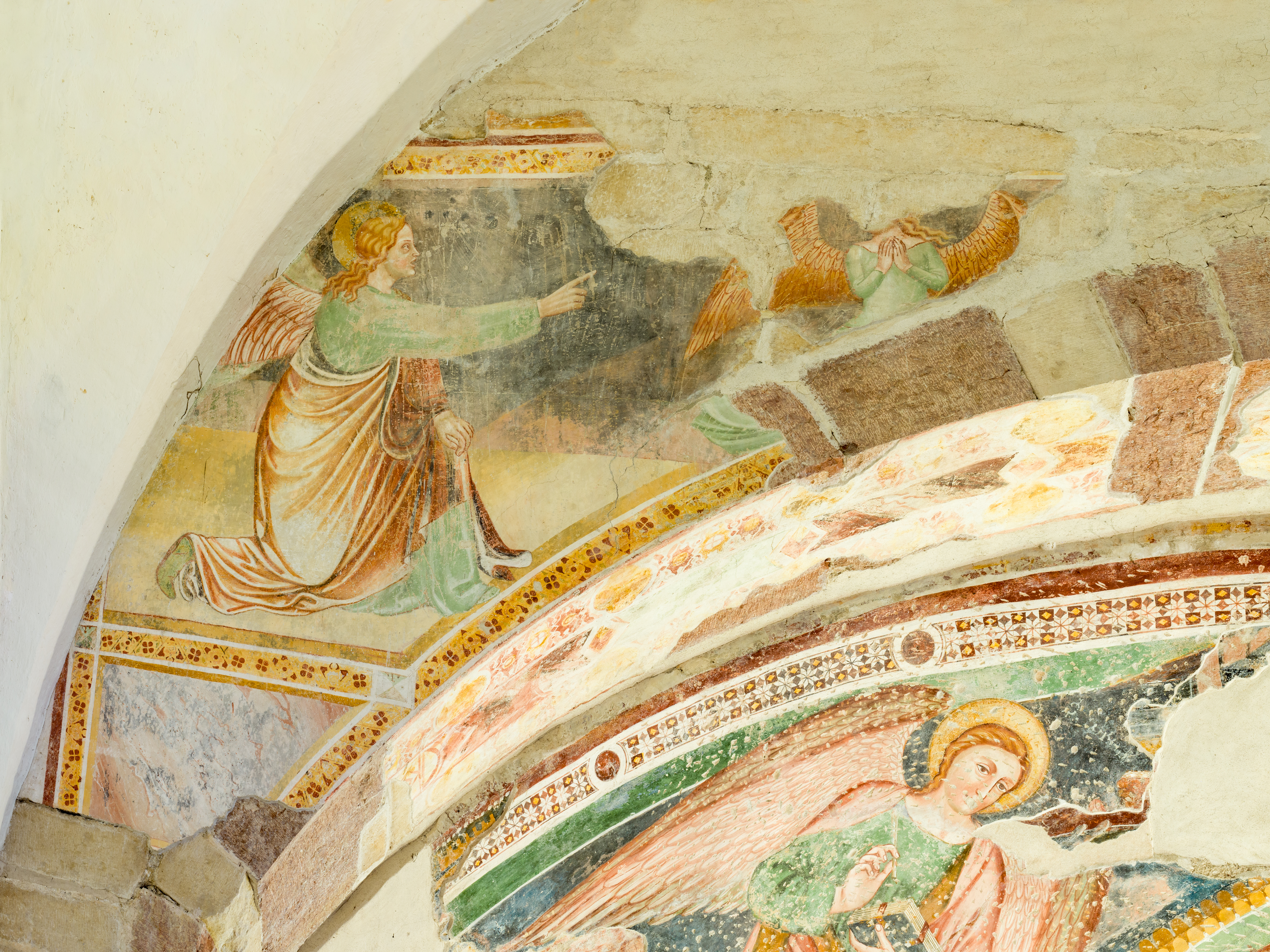
Frammento di annunciazione sull'arco absidale centrale.
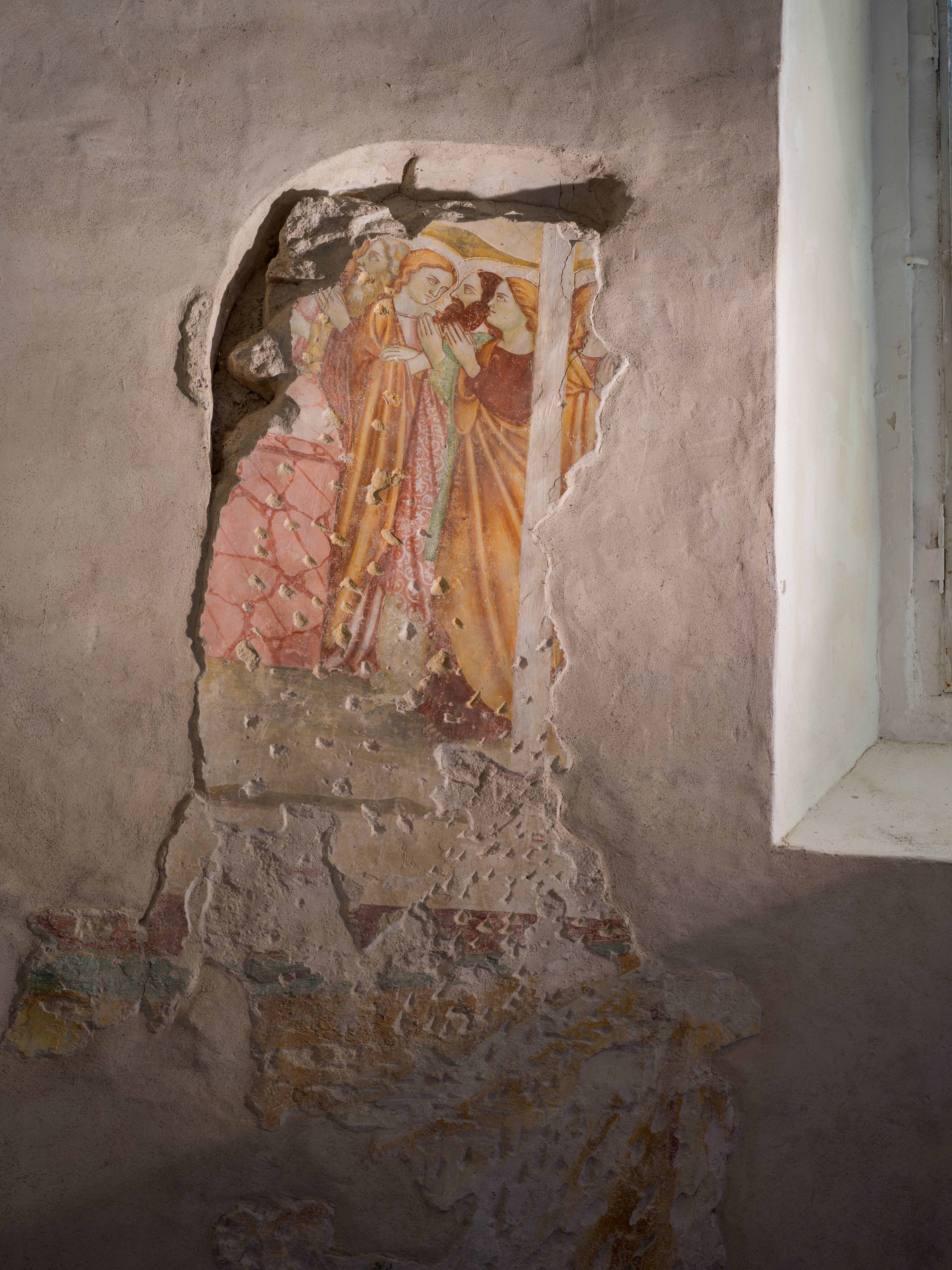
Affresco nell'abside centrale.
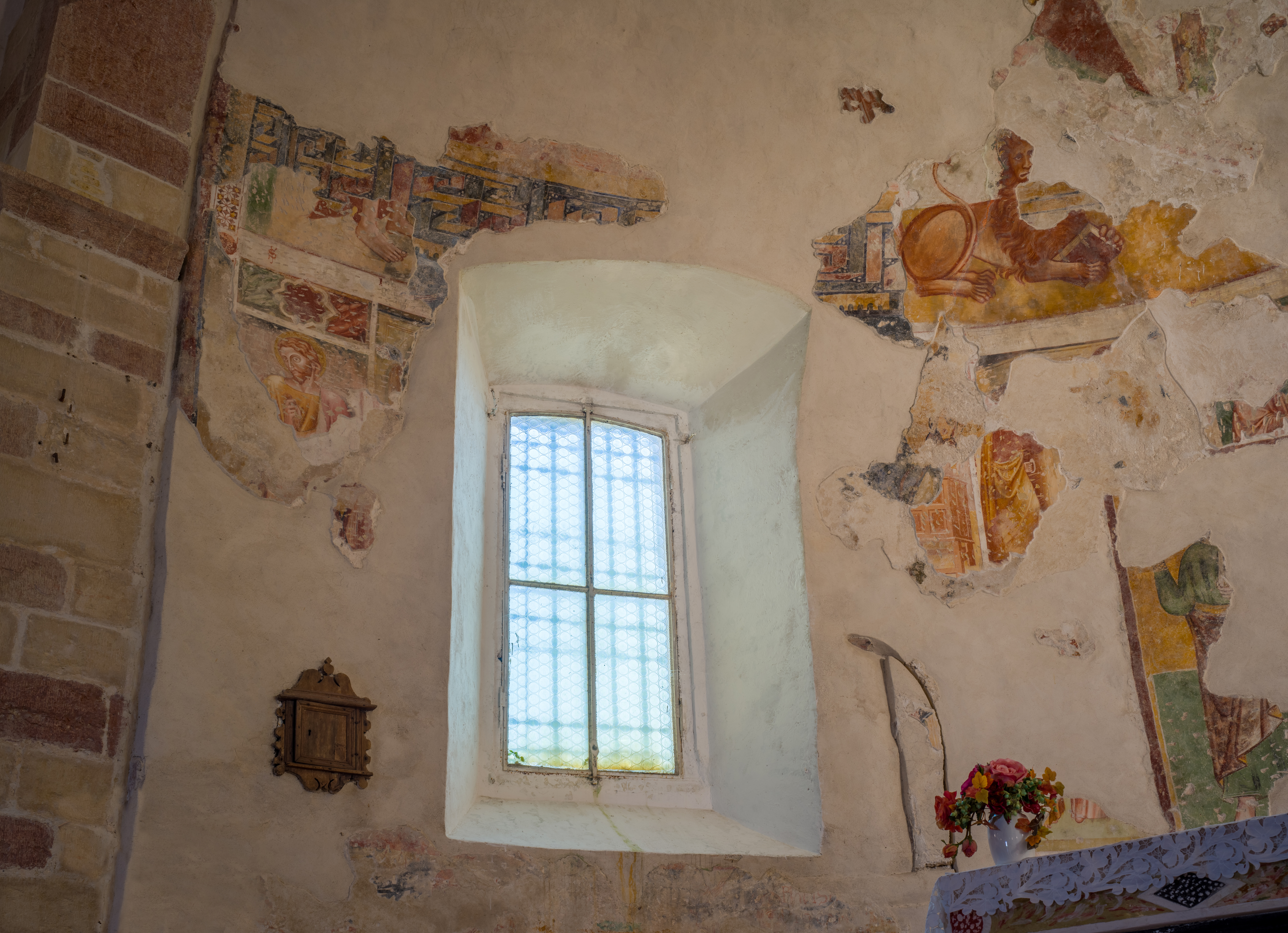
lacerti di affresco nell'abside centrale.
Affresco Martirio di Santa Orsola.
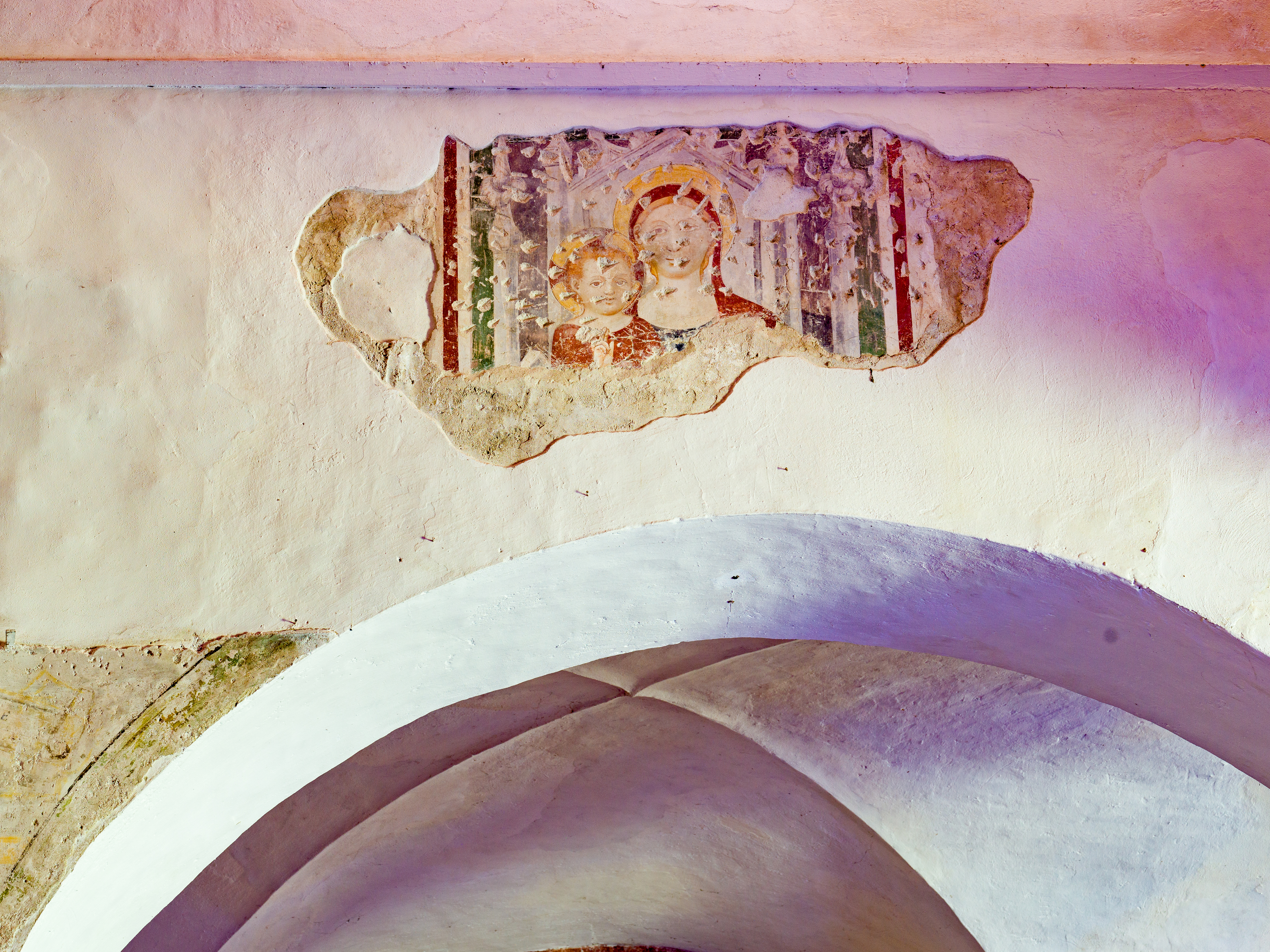
Madonna con Bambino benedicente.
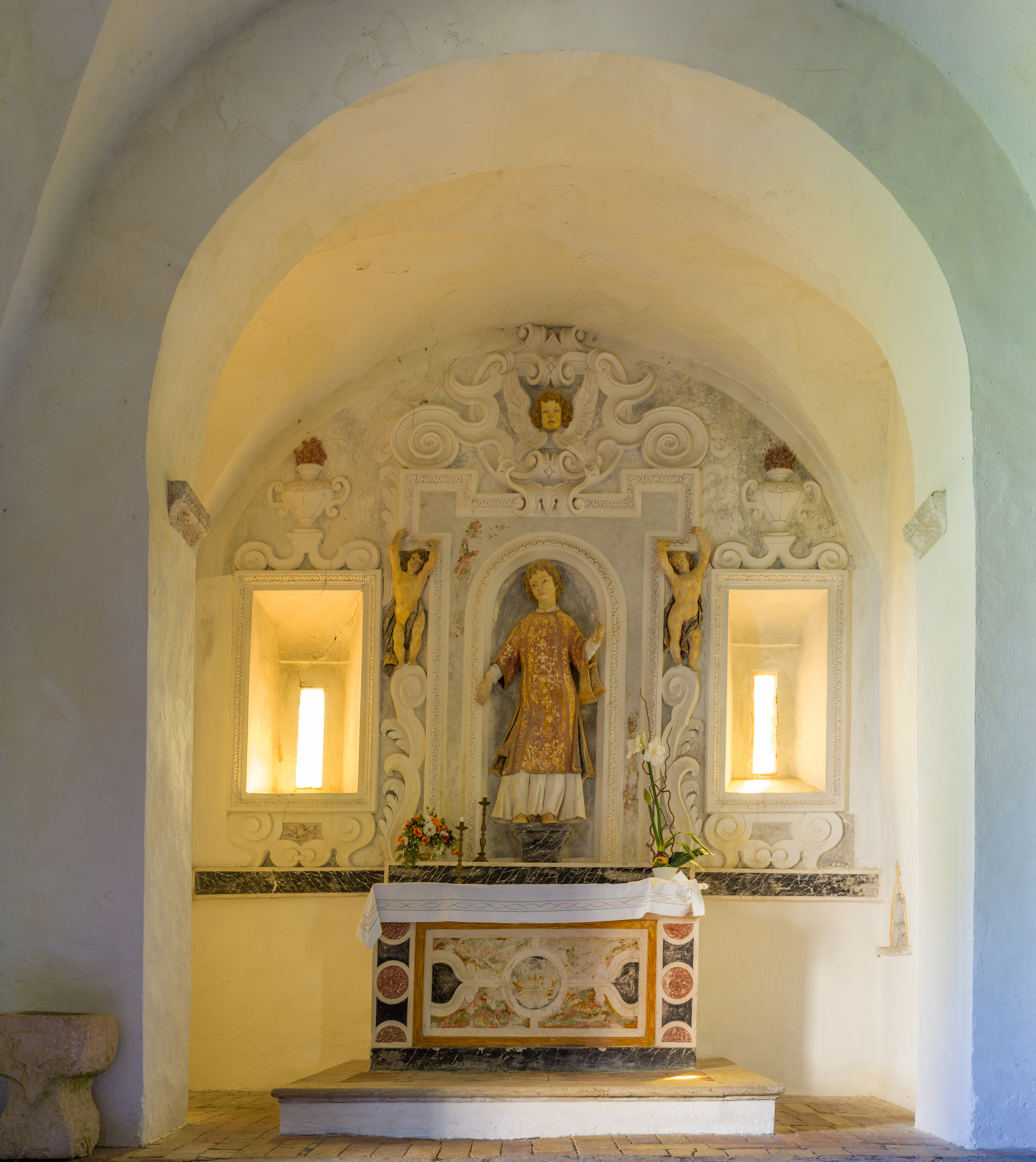
Abside sinistra con altare cinquecentesco.
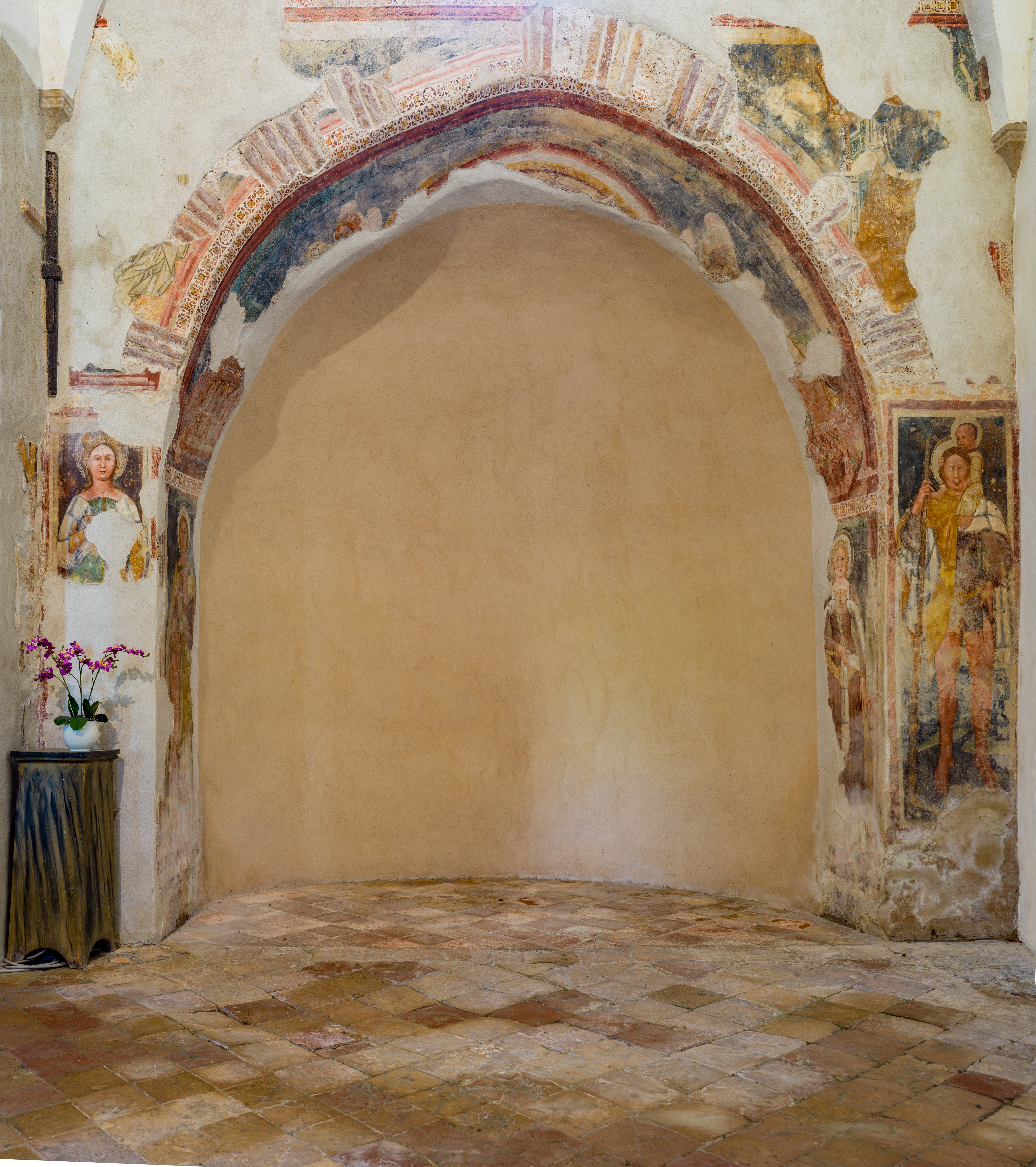
Abside destra.
San Cristoforo abside destra.
Santa Caterina a abside destra.
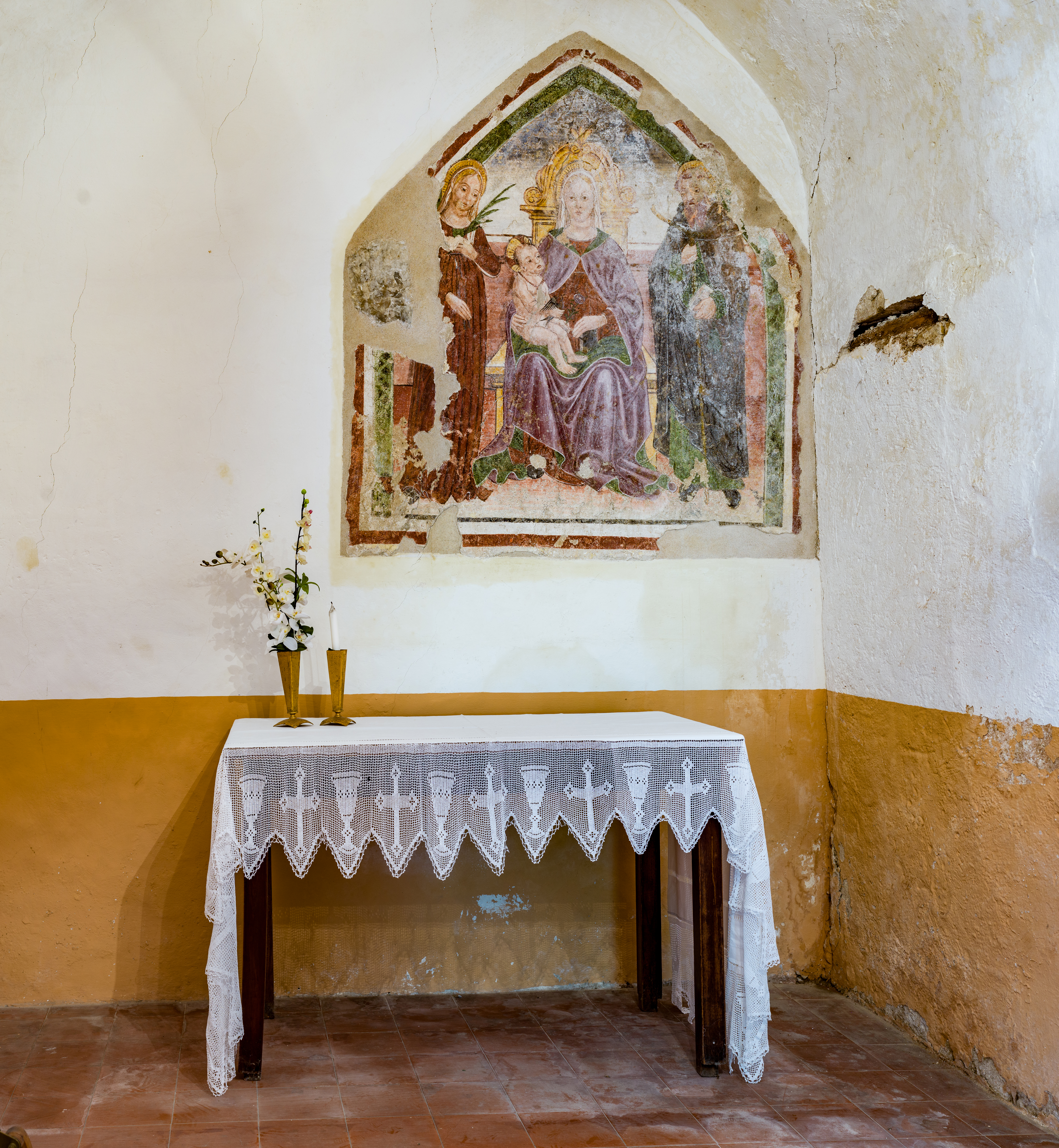
Madonna con santi ingresso sagrestia.
Madonna con i naufraghi e S. Sivino Vescovo, S. Rocco, S. Benedetto e S. Benardo con committente nella navata destra.
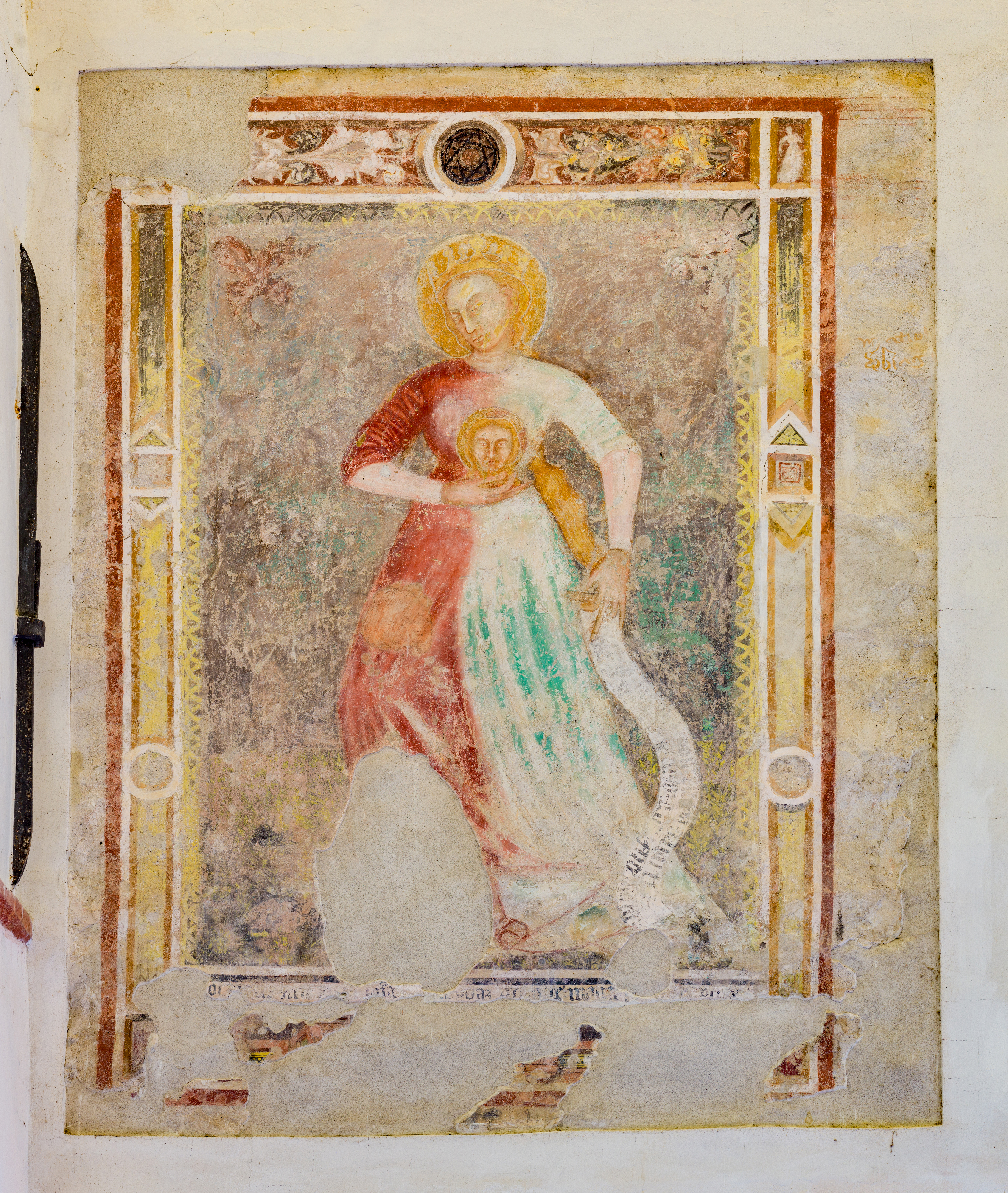
Affresco della controfacciata.